# Szászszentgyörgy
Szászszentgyörgy (románul: Sângeorzu Nou, korábban Sângeorgiu Săsesc, németül: Sächsisch Sanktgeorgen) falu Romániában, Erdélyben, Beszterce-Naszód megyében.

## Fekvése
Besztercétől 32 kilométerre délnyugatra, a Mezőség északkeleti részén, a Lekencei-patak partján fekszik.

## Története
1317–20-ban de Sancto Georgio, 1453-ban Zenth Ghewrgh, 1517-ben Zazzenthgyewrgh, 1808-ban Sank-Görgen, Szin-Giorzs és Szin-Gyuru néven említették. Szász telepesek alapították és Beszterce vidékéhez tartozott. 1332-ben 47 tűzhelyből állt. 1602-ben Giorgio Basta csapatai felgyújtották. 1713-ban 28 szász és hét román család lakta. 1717-ben a tatárok gyújtották föl. 1750-ben 56 szász és 25 román családját írták össze. Román lakóit 1762–64-ben Naszód vidékére költöztették. 1781-ben tűzvész pusztította. 1876-ban csatolták Beszterce-Naszód vármegyéhez. Határa 1883-ban 4883 kataszteri holdat tett ki, ennek 55%-a volt szántóföld, 19%-a gyümölcsös (főként szilva és alma) és 7%-a erdő. 1886-ban épült meg a falu mellett a vasút. 1911-re hajtották végre határának tagosítását. Egy tornádó, amely az Avasban támadt, 1912. május 13-án tönkretette a község erdejét, öt perc alatt 3500 tölgyet és gyertyánt döntött ki. Négy szomszédsága (Nachbarschaft) működött, utcánként: Obergasse, Aspengasse, Kirchgasse és Neugasse. A második világháborúig a románok főként a falu délnyugati részén, a Szászbongárdra vezető Rinngassé-n, a cigányok az Astengraben mellett húzódó Kirchgasse végében éltek. 1944. szeptember 7-én a Wehrmacht szász lakosságát evakuálta, többségük Alsó-Ausztriában töltötte a telet és a tavaszt. 1945 tavaszán mócokat telepítettek be. Nyáron a szászok kétharmada visszatért. 1975 után a szász közösség főként Németországba és Ausztriába emigrált.
1880-ban 1001 lakosából 773 volt német, 132 cigány és 92 román anyanyelvű; 884 evangélikus és 87 ortodox vallású.
2002-ben 1019 lakosából 884-en vallották magukat román és 128-an cigány nemzetiségűnek; 919 volt ortodox és 87 pünkösdi hívő.

## Látnivalók
- Ortodox (1977-ig evangélikus) temploma a 14. század elején épült, a szentély falai és támpillérei vulkáni tufából, a hajó homokkőből, pillérei vulkáni tufából. Hajóját 1528-ban átépítették, 1677-ben előcsarnokot építettek hozzá. 1893-ig cserép fedte, azóta pala.
- Szász evangélikus paplak (1866–67).

## Képek

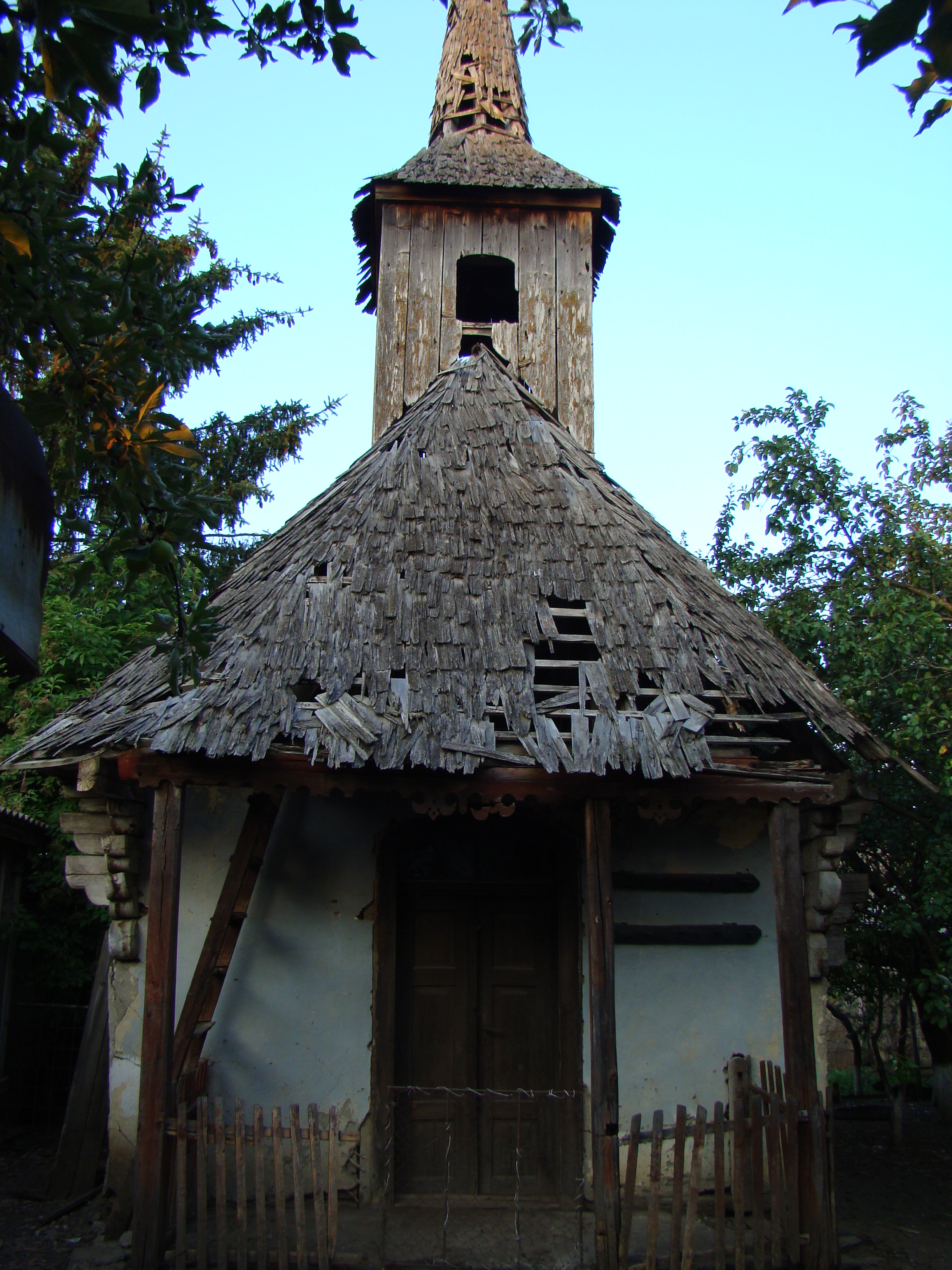
A 18. század elején épült, romos állapotú ortodox fatemplom